# NGC 5448
NGC 5448 је спирална галаксија у сазвежђу Велики медвед која се налази на NGC листи објеката дубоког неба.
Деклинација објекта је + 49° 10' 21" а ректасцензија 14h 2m 50,4s. Привидна величина (магнитуда) објекта NGC 5448 износи 11,2 а фотографска магнитуда 12,1. Налази се на удаљености од 33,700 милиона парсека од Сунца. NGC 5448 је још познат и под ознакама UGC 8969, MCG 8-26-3, CGCG 247-4, IRAS 14009+4924, PGC 50031.